# کوبلنتس
کوبلنتس (به آلمانی: Koblenz) شهری در شمال ایالت‌های آلمان راینلاند-فالتز آلمان است. این شهر پرجمعیت به خطوط راه‌آهن آلمان متصل است و بزرگراه‌هایی نیز از این شهر بزرگ می‌گذرند.